# Klogr
Klogr (pronunciado Key -Log -Are) es una banda de metal alternativo ítalo-americana con influencias de metal progresivo. El nombre de la banda es un homenaje a una ley psicofísica (S = KlogR) desarrollada en el siglo XIX por el psicólogo experimental Ernst Heinrich Weber y el filósofo alemán Gustav Fechner.

## Historia
El génesis de Klogr origina en 2011, cuando es lanzado el primer álbum de la banda "Till You Decay" con la formación Rusty (voz), Todd Allen, Nicola Briganti . Dos videoclips "Bleeding " y " Silk and Thorns" se libera del debut.
En 2013 Klogr somete un cambio de formación, la incorporación de los tres miembros de la banda de rock alternativo Timecut. La nueva formación (Rusty, Joba, Giampi y Ste) lanza el EP " Till You Turn", con la colaboración de Maki de Lacuna Coil, productor Logan Mader (Machine Head) y la cantante Alteria .
Videos de la EP incluyen "King of Unknown" y "Guinea Pigs" (apoyando a Sea Shepherd) .
En junio de 2013 Klogr tocar en el Sweden Rock Festival con la cantante Alteria.
En 2014 Klogr liberar segundo álbum conceptual full-length "Black Snow" (Zeta Factory/The End Records), centrando sus letras y la comunicación sobre temas ambientales. Colabora en Black Snow, el bajista de Destrage, Ralph Salati . La edición digital Americana de "Black Snow" llega con el disco Live "Ground Zero 11-11-11".
En febrero de 2014 Klogr suelte el video "Draw Closer" .
Entre marzo y abril de 2014 Klogr comparten unas 23 fechas de un Tour Europeo con Prong.
En mayo de 2014 el líder de Klogr contribuye, junto con el baterista de Prong, Art Cruz, a una iniciativa viral de Loudwire en memoria del guitarrista de Slayer, Jeff Hanneman con un breve clip incluido en la presentación oficial pilota #ScreamForJeff.
En mayo de 2014 se libera un nuevo single: "Zero Tolerance", dedicado a la misión de Sea Shepherd en Taiji, en defensa de los delfines de la bahía. Las descargas digitales del sencillo se transfieren a apoyar las actividades de la organización de protección de la fauna del mar. En junio de 2014 Klogr lanzan su primer lyric video Hell of Income presentado por el sito americano Metalinsider. 
En septiembre de 2014 Klogr publican un nuevo video Failing Crowns": los 23 conciertos de la gira europea con Prong condensados en menos de 5 minutos. En el mismo período se pone online en YouTube en HD  Live in Hamburg , todo el concierto [44:47] registrado en abril al Knust Club. También en el otoño de 2014 tiene un cambio importante de la formación de Klogr: hay dos nuevos e importantes músicos de la escena rock italiana, el guitarrista Pietro Quilichini y el baterista Rob Iaculli. Con esta line up de cuatro, Klogr enfrentan su primera gira en Rusia junto con los estadounidenses Living Dead Lights y una fecha importante en Italia (Live Music Club, Trezzo) con Guano Apes. En diciembre 2014 un nuevo single: la balada  Ambergris  acompañada de un video realizado por Sea Shepherd Italia.
El 13 de mayo de 2015 sale Make Your Stand, EP + DVD que contiene tres temas inéditos de estudio, diez pistas de audio en vivo, un DVD con un video documental  que cubre toda la historia en el estudio todo el concierto de la banda y "Live in Trezzo". "Make Your Stand" es precedido por video en vivo Guilty and Proud y el video oficial de Breaking Down, el primer sencillo del EP.
El 13 de junio de 2015 Klogr tocan en Florencia (Teatro Obihall), como opening act por Limp Bizkit.
En abril de 2016 Klogr anuncian el lanzamiento de un nuevo single "Breathing Heart", rodado en el histórico Teatro Carpi con la actriz de Milán Veronica Sogni. La banda revela el nombre del productor que trabajará en el tercer álbum de la banda "Keystone": el productor David Bottrill, 3 veces ganador del premio Grammy. 
El 6 de octubre de 2017 Klogr publican, a través de su etiqueta Zeta Factory, el tan esperado álbum "Keystone" precedido por dos sencillos "Prison of Light" y "Sleeping through the seasons". En noviembre de 2017, Klogr inicia una gira europea de 10 días con los finlandeses The Rasmus. Varias fechas de la gira están agotadas meses antes de los conciertos.

### Influencias
La banda ha nombrado a Metallica y Alter Bridge como las de mayor influencia y A Perfect Circle, Alice in Chains y Tool, entre otros, como los que influyeron en su desarrollo post-grunge y progressive con la llega de Timecut en la formación.

## Miembros
- Gabriele "Rusty" Rustichelli Voz, Guitarra - 2011 - Aatualidad
- Roberto Galli Bajo eléctrico - 2016 - actualidad
- Pietro Quilichini Guitarra - septiembre de 2014 - actualidad
- Maicol Morgotti Baterìa - septiembre de 2012 - Actualidad
- Rob Iaculli Batería - septiembre de 2014 - 2016
- Todd Allen Bajo eléctrico - 2011 - enero de 2012
- Filippo De Pietri Batería - 2011 - marzo de 2012
- Nicola Briganti Guitarra - 2011 - septiembre de 2012
- Stefano "Ste" Mazzoli Batería - septiembre de 2012 - enero de 2014
- Giampaolo "Giampi" Viesti Guitarra - septiembre de 2012 - enero de 2014
- Eugenio Cattini Guitarra - julio de 2013 - septiembre de 2014
- Giovanni "Joba" Vignali Bajo eléctrico - septiembre de 2012 - 2016

Miembros Live
- Michele Zanni Bajo eléctrico - enero de 2012 - marzo de 2012
- Luca Maurizi Bajo eléctrico - junio de 2012 - septiembre de 2012
- Federico Bruni Batería - junio de 2012 - septiembre de 2012
- Maicol Morgotti Batería - enero de 2014 - mayo de 2014
- Giovanni "Joba" Vignali Bajo eléctrico - 2017 - Atualidad

## Discografía
- 2011 – Till You Decay
- 2013 – Till You Turn (EP)
- 2014 – Black Snow
- 2014 – Ground Zero 11-11-11 (LIVE)
- 2015 – Make Your Stand (EP+DVD)
- 2017 – Keystone